# Pseudocleobis tarmana
Pseudocleobis tarmana är en spindeldjursart som beskrevs av Roewer 1952. Pseudocleobis tarmana ingår i släktet Pseudocleobis och familjen Ammotrechidae. Inga underarter finns listade i Catalogue of Life.